# SMART-L

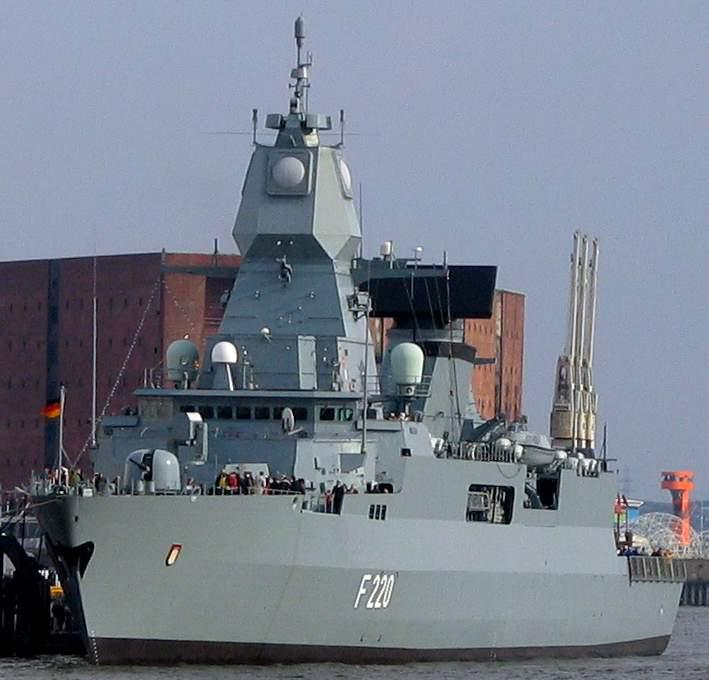
Een fregat met de SMART-L.

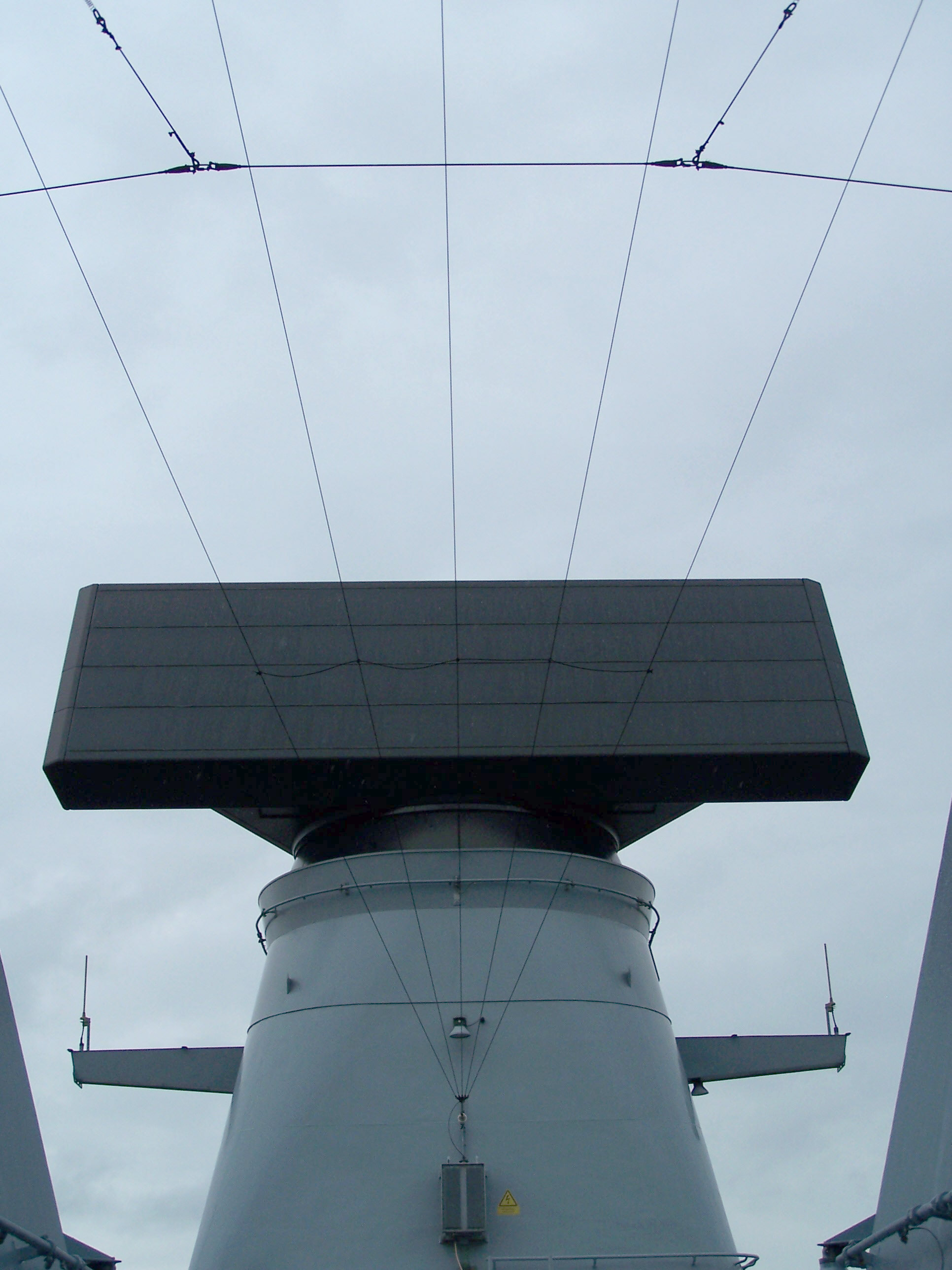
De SMART-L.

SMART-L (Signaal Multibeam Acquisition Radar for Targeting, Longrange) is een geavanceerde luchtverdedigingsradar ontwikkeld door Thales Nederland, het voormalig Hollandse Signaalapparaten (Signaal). De SMART-L werkt in de L-band (1-2 GHz) en is geschikt voor lange afstand waarneming en waarschuwing vanaf de grond, vanaf de zee en (gekoppeld met AWACS) vanuit de lucht; voor waarneming van en waarschuwing voor ballistische raketten; voor hoogtedetectie en voor van de grond geleide onderscheppingstaken (GCI). Het ontwerp is zodanig opgezet dat bescherming tegen klimaat en weersinvloeden d.m.v. een radome niet meer nodig is. De radar wordt (onder de benaming S1850 radar) al geruime tijd aan boord van Britse, Deense, Duitse, Franse, Italiaanse, Nederlandse en Zuid-Koreaanse marineschepen gebruikt.
Er bestaan 3 beschikbare versies; de SMART-L MM/N (Multi Mission Naval); SMART-L MM/F (Multi Mission Fixbased) en SMART-L MM/D (Multi Mission Deployable)

## Technische gegevens
- Waarneming ballistische raketten 2000 km
- Waarneming luchtdoelen 480 km
- Waarneming gronddoelen 60 km
- Minimum bereik 5 km
- Volgcapaciteit 1000 doelen
- Antennemassa 9 ton
- Frequentieband: L-band
- Updatetijd ≤ 5 s
- IFF geïntegreerde antenne voor mode 5 en mode S

Tijdens experimenten met de Zr.Ms. Tromp in december 2006 werd het maximale bereik van de radar getest en inmiddels heeft Thales de bovenstaande data officieel vrijgegeven. Met deze resultaten is de SMART-L momenteel een van de beste langeafstandsradars ter wereld.
In december 2017 werd de eerste van totaal 6 SMART-L radars in Den Helder overgedragen aan de Defensie Materieel Organisatie (DMO). Vier nieuwe radars worden geplaatst op de Luchtverdedigings- en Commandofregatten (LCF) van De Zeven Provinciënklasse waarmee zij in staat zijn om een vlootverband te beschermen tegen vijandelijke dreigingen.
Twee andere zijn t.b.v. de gevechtsleidingstaak van de luchtstrijdkrachten. De eerste hiervan is inmiddels al in Wier geplaatst . De tweede zal ter vervanging van een oude inmiddels gesloopte radar in 2021 in Herwijnen komen te staan .
De APAR radar, ook ontwikkeld door Thales Nederland, is een aanvulling op de SMART-L.

## Ballistische raket
De Koninklijke Marine heeft een succesvolle test uitgevoerd met het prototype van de gemodificeerde luchtwaarschuwingsradar SMART-L, aan boord van het luchtverdedigings- en commandofregat (LCF) Zr.Ms. Tromp. Tijdens een beproeving in de Stille Oceaan bij de Hawaïaanse eilanden bleek de roterende SMART-L vroeg in de avond van 7 december (NL tijd) het signaal op te kunnen pikken van een ballistische raket, die op vierhonderd kilometer afstand door de Amerikanen was gelanceerd.
De radar bleek in staat het projectiel tot buiten de dampkring te volgen en zijn baan volledig te berekenen. Deze informatie is een absolute voorwaarde om iets tegen een ballistische raketaanval te doen. De beproeving betrof de nieuwe mogelijkheden van de SMART-L, oorspronkelijk ontworpen om te ‘kijken’ tot op maximaal 30 kilometer hoogte. Die afstand is nu verveelvoudigd. Wat dat betreft schreef Nederland radargeschiedenis.
Tactische ballistische raketten kunnen een wereldwijd gevaar vormen voor grote steden of voor bepaalde missiegebieden. De Verenigde Staten, Rusland en Japan zijn al in staat ballistisch gevaar buiten de dampkring uit te schakelen. Het is hierbij van belang de gelanceerde raketten zo hoog en ver mogelijk te vernietigen i.v.m. een mogelijk nucleaire of chemische lading. De resterende brokstukken verbranden daarna in de dampkring en richten op de grond dan minimale schade aan.